# Zumaia
Zumaia kisváros és község Spanyolországban, Baszkföldön, Gipuzkoa tartományban, a Vizcayai-öböl partján. Zumaia Aizarnazabal, Getaria, Zestoa és Deba községekkel határos. Lakosainak száma 10 251 fő (2024).

## Népesség
A település népessége az utóbbi években az alábbiak szerint változott:
| Lakosok száma | 8455 | 8705 | 8837 | 9285 | 9461 | 9734 | 9840 | 10 098 | 10 124 | 10 251 |
|               | 2001 | 2004 | 2006 | 2009 | 2011 | 2014 | 2016 | 2019   | 2021   | 2024   |

## Képek

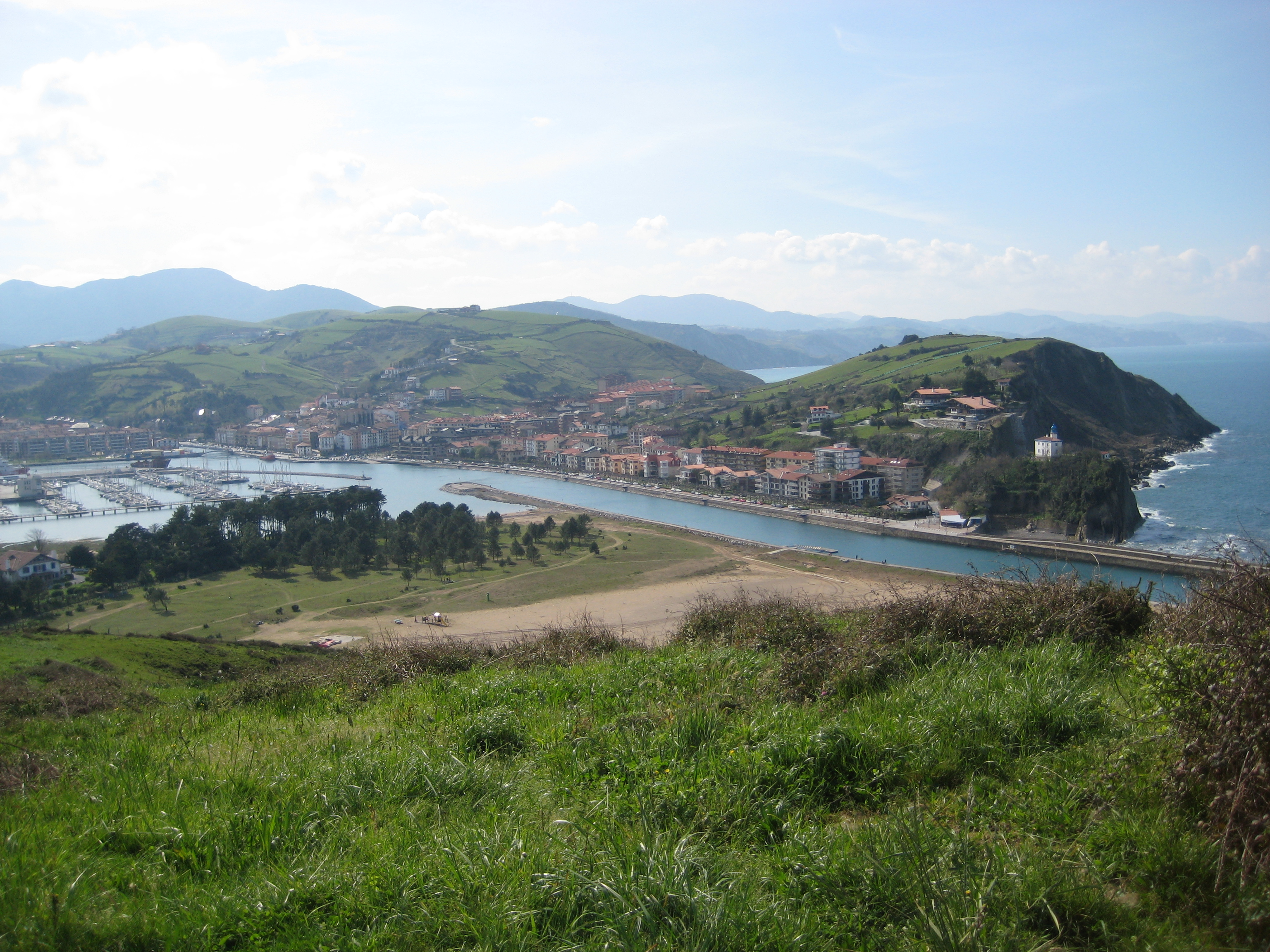
Zumaia
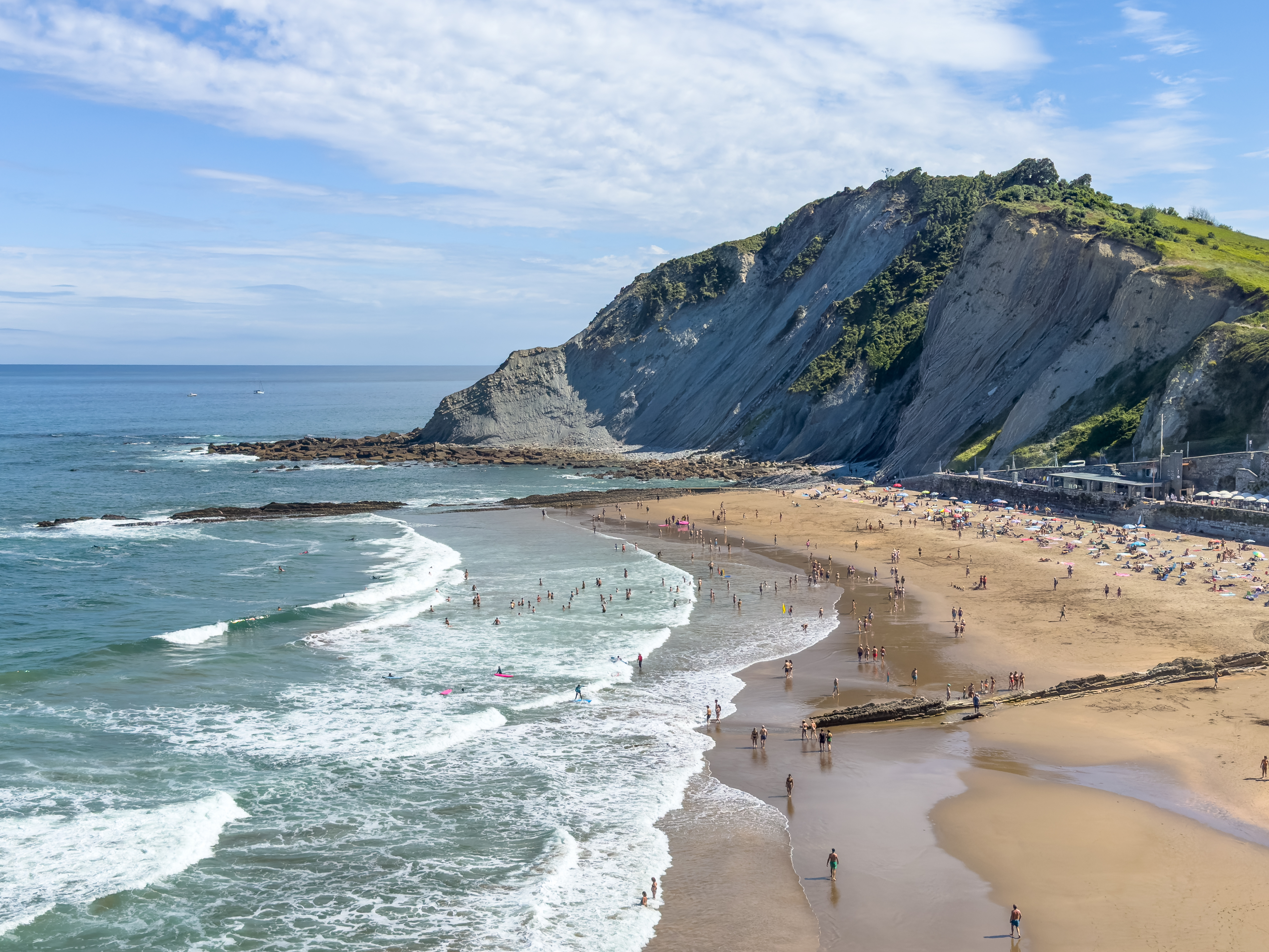
Itzurun strand
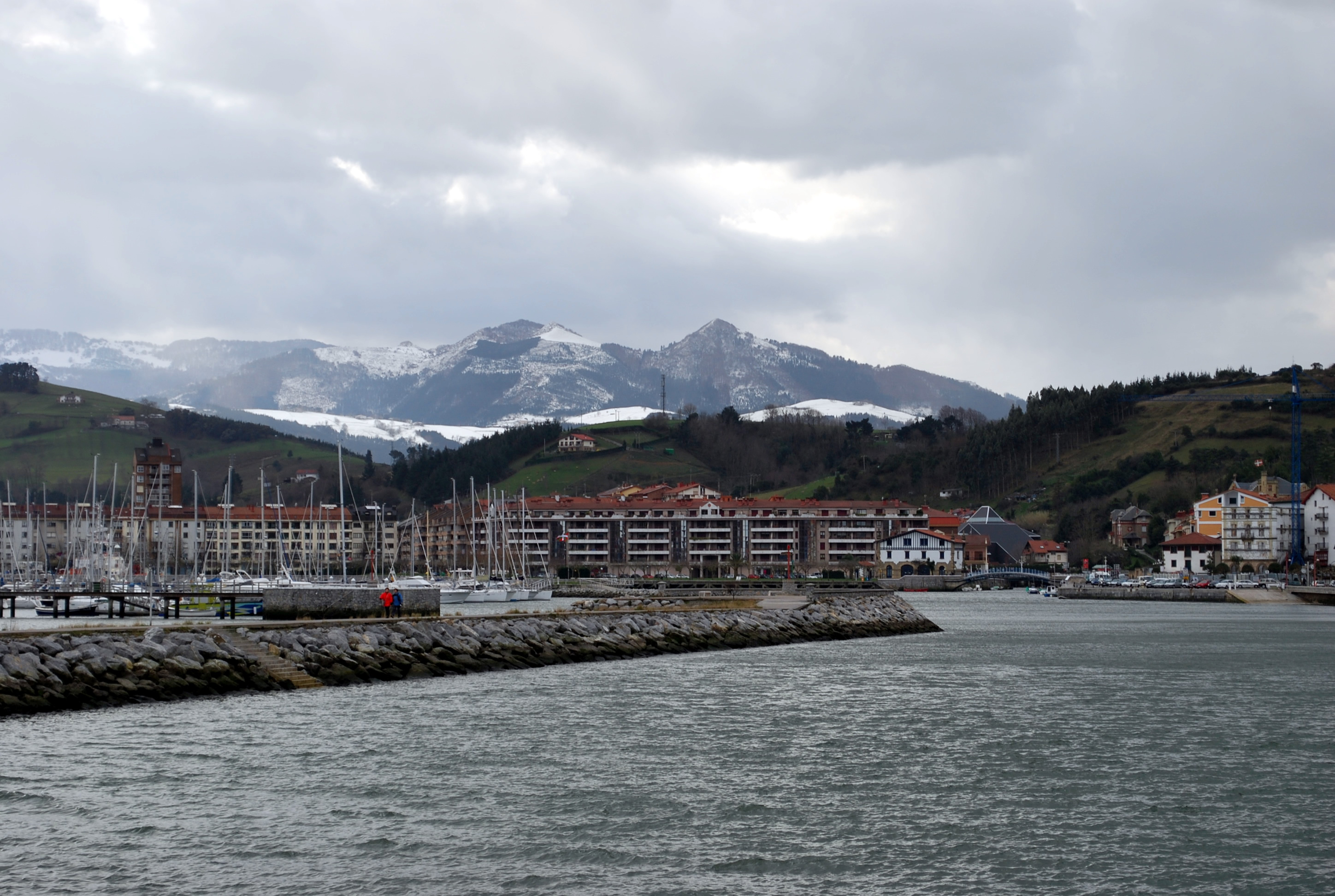
Kikötő
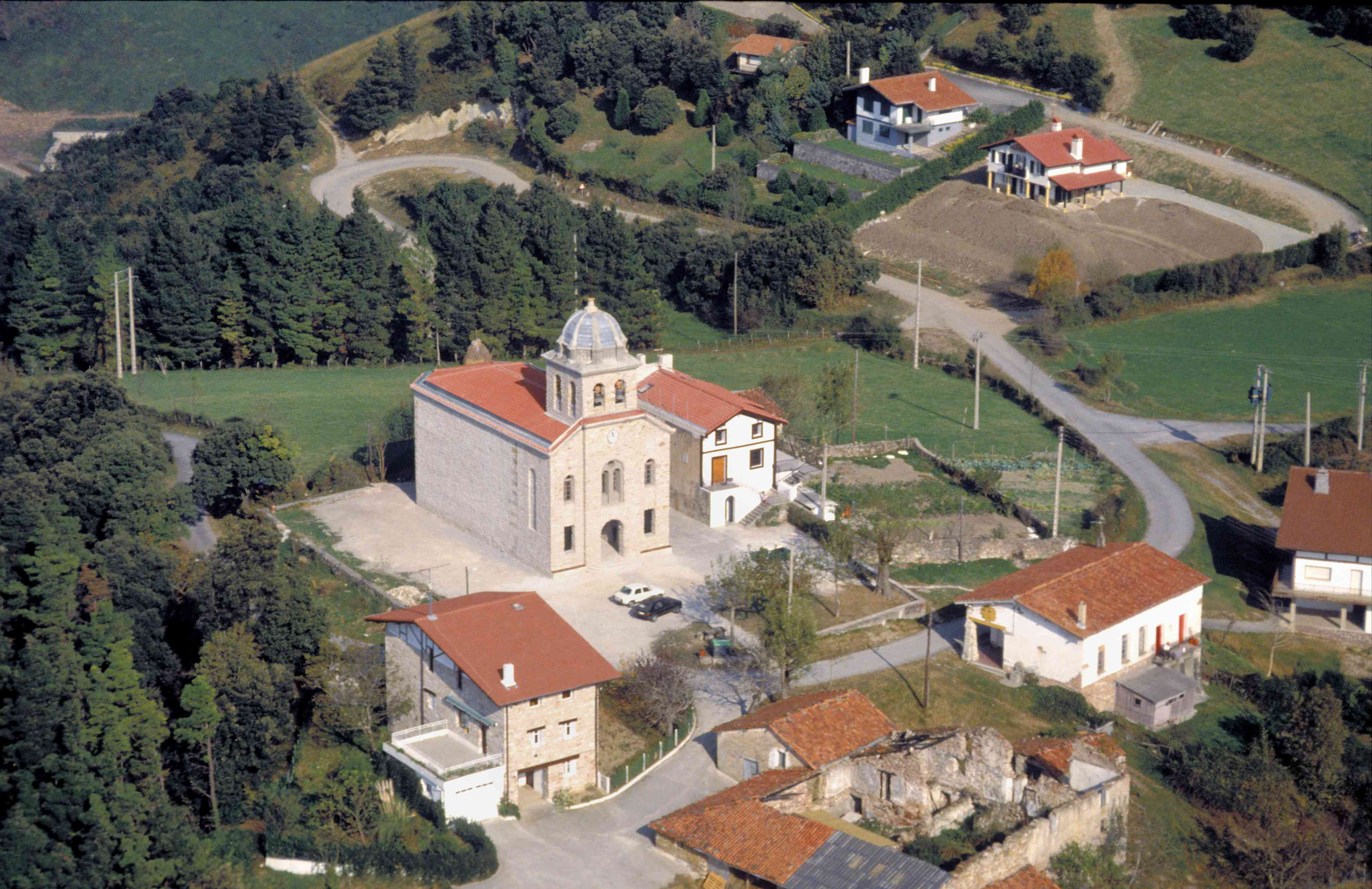